# Кастелсеприо
Сеприо (Seprio) или Кастелсеприо (Castelseprio) е град и римска крепост в древността и град на лангобардите (568 – 774 г.) през Средновековието, преди да е напуснат през 1287 г.
Днес руините от селището са в археологическия парк край село Кастелсеприо. Намира се в северната част на Италия, Ломбардия, провинция Варезе, на около 50 км северозападно от Милано.
Там се намира църквата Санта Мария форис портас (Santa Maria foris portas) от VІІ – VІІІ век, която с града през 2011 г. влиза в Списъка на световното културно и природно наследство на ЮНЕСКО.